# Independencia del Paraguay

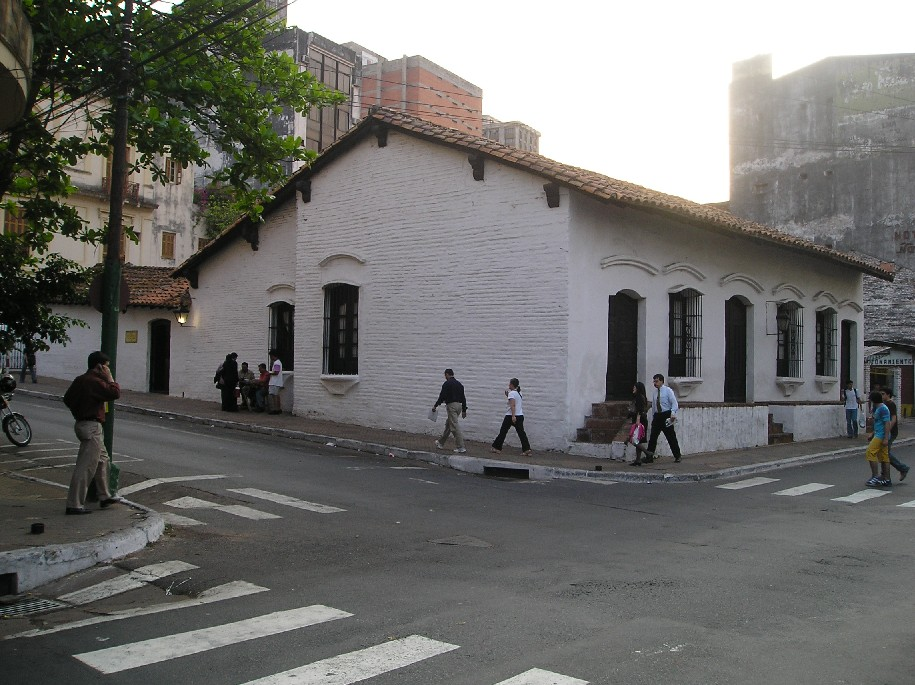
Casa de la Independencia.

La independencia del Paraguay fue el proceso histórico por el cual la actual República del Paraguay se independizó de su metrópoli, España y de las Provincias Unidas del Río de la Plata –y de su sucesora, la Confederación Argentina– que pretendían ejercer soberanía sobre todos los dominios del extinto virreinato del Río de la Plata, incluida la intendencia del Paraguay. Ni las Provincias Unidas del Río de la Plata ni la Confederación Argentina ejercieron jamás el gobierno sobre el Paraguay, pero mantuvieron permanentes reclamaciones sobre ese territorio hasta la década de 1840, lo que explica las repetidas gestiones de facto y de iure declarando no ser parte de esos Estados.
No existe consenso entre los historiadores acerca de las fechas que definen los límites de dicho proceso independentista. No obstante, se admite generalmente que a partir de la revolución de mayo de 1811 y en adelante, el Paraguay se administró a sí mismo sin subordinación a gobiernos exteriores.

## Antecedentes

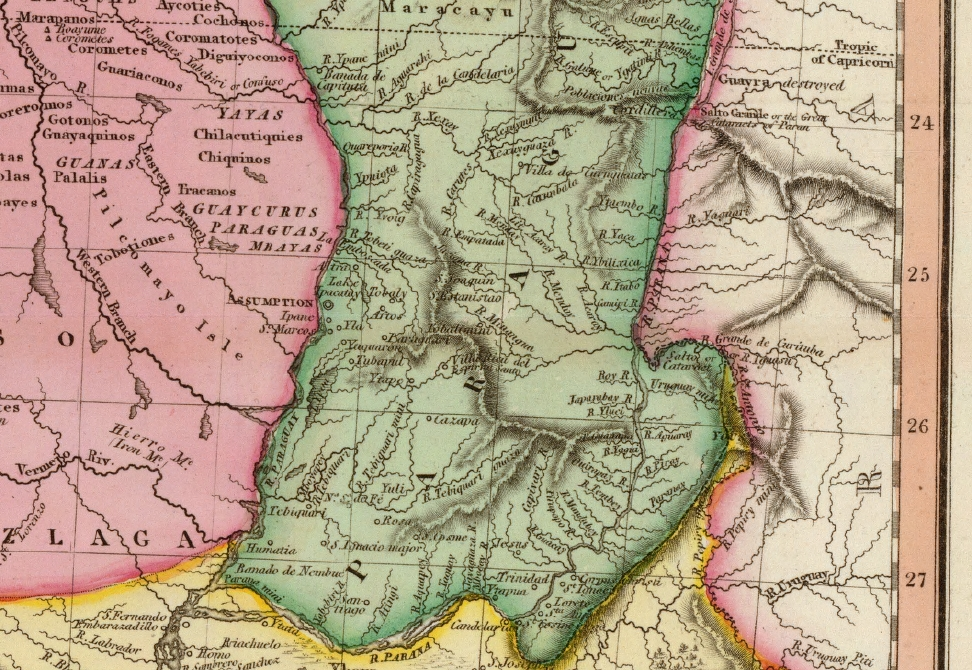
Mapa del Paraguay (1812).

La ciudad de Asunción del Paraguay fue la primera capital de la gobernación del Río de la Plata; desde allí partieron las expediciones que fundaron las demás ciudades de la misma, entre ellas Buenos Aires. Eso le valió, entre los historiadores, el calificativo de «madre de ciudades».
La división de la gobernación en dos, quedando Buenos Aires como capital de la gobernación del Río de la Plata y Asunción como capital de la gobernación del Paraguay, no alteró durante mucho tiempo la primacía del Paraguay en la cuenca del Plata. En primer lugar, primacía poblacional: hasta la segunda mitad del siglo XVIII, la población de Buenos Aires fue menor que la de Asunción, y no fue hasta bien entrado el siglo XIX que la jurisdicción de Buenos Aires superó en población a la del Paraguay.
La revolución comunera de Paraguay, ocurrida entre 1717 y 1735, inició un proceso de pérdida del favor real para esa provincia, proceso que fue continuado con la preponderancia del gobernador de Buenos Aires en las guerras guaraníticas, y con el encargo real del rey español al gobernador de Buenos Aires Francisco de Paula Bucarelli de dirigir la expulsión de los jesuitas no solamente de su jurisdicción, sino también de las gobernaciones vecinas. El proceso culminó en el año 1776, con la creación del virreinato del Río de la Plata, con capital en Buenos Aires y en cuya jurisdicción figuró la provincia del Paraguay. En 1782 el virreinato se dividió en gobernaciones militares y en ocho intendencias siendo una de ellas el Paraguay.
Otro factor que amplió los resentimientos paraguayos fue el cierre de la navegación paraguaya hacia el Río de la Plata. En 1739 la Real Audiencia de Charcas dispuso que Santa Fe fuera un puerto preciso de la navegación del Paraguay, lo que fue confirmado por la real cédula del 1 de abril de 1743. Todos los barcos procedentes del Paraguay debían desembarcar sus cargas en Santa Fe para luego de pagar un impuesto seguir por tierra hacia Buenos Aires, lo que provocó disputas entre los cabildos y gobernadores de las tres ciudades. El 13 de abril de 1780 el virrey Pedro Melo de Portugal abolió provisoriamente los privilegios del puerto preciso de Santa Fe, lo que fue confirmado por el Consejo de Indias el 14 de febrero de 1781.
En general se supone que los paraguayos solamente toleraron la nueva situación, que los ponía manifiestamente en inferioridad de condiciones respecto a la ciudad que había sido fundada por asuncenos y gobernada desde Asunción. Se generó entre la población paraguaya un resentimiento contra Buenos Aires, que se mantuvo oculto hasta el final del período virreinal. Incluso la decisión de deponer al virrey Sobremonte, tomada exclusivamente por los estamentos porteños en 1807, fue aceptada sin reclamación alguna en el Paraguay, y esta intendencia participó en la defensa contra las Invasiones Inglesas con una fuerza de 953 hombres, parte de ellas comandados por el coronel de milicias José de Espínola y Peña.
La oposición del Paraguay a la influencia porteña se debía también a factores económicos. Durante y después de las invasiones inglesas, los comerciantes porteños se beneficiaron de un libre comercio que no modificó la situación desfavorable que el Alto Plata mantenía con ellos. A esto se agregó que la mayor influencia de los comerciantes porteños sobre las autoridades del virreinato en comparación con sus colegas del Alto Plata generó en las distintas áreas que componían dicha región (Paraguay, las provincias del Litoral, sur del Brasil) un profundo sentimiento de suspicacia y recelo hacia la poderosa ciudad-puerto.
Luego de las Invasiones Inglesas, el virreinato quedó regido de hecho por un sistema de libre comercio internacional, y el antiguo monopolio fue reemplazado por una relación mercantil muy favorable a Buenos Aires. En los años siguientes a las invasiones británicas, los comerciantes asuncenos pretendieron elevar los precios de sus exportaciones y crear un monopolio para la yerba mate similar al que existía sobre la venta de tabaco, llamado estanco del tabaco. Los asuncenos pretendían reducir así la competencia de la Villa Real de la Concepción y obtener mayores ganancias a expensas de los consumidores de Buenos Aires, que sufrirían los efectos del monopolio. El secretario del Real Consulado de Buenos Aires, Manuel Belgrano, presionó exitosamente al virrey para impedir que se concretara el monopolio, lo que generó profundos sentimientos de suspicacia y recelo en las regiones productoras de yerba mate, que estaban en su apogeo al momento de la Revolución de Mayo.

## Constitución de la Junta Provisional Gubernativa
El 17 y 19 de mayo de 1810, el virrey Cisneros publicó la Copia de los artículos de la Gazeta de Londres y el Aviso al público que contenían noticias correspondientes a febrero de 1810 y que provenían de Londres y Cádiz respectivamente. Las mismas anunciaban que la resistencia en España contra Napoleón Bonaparte solo subsistía en la bahía de Cádiz y que la Junta Suprema Central, residente hasta entonces en Sevilla, había sido suprimida.
El 25 de mayo de 1810, el cabildo gobernador de Buenos Aires nombró una junta provisional gubernativa que sustituyó al virrey Baltasar Hidalgo de Cisneros. Como la subrogación se realizó sin consultar a "los pueblos", es decir, a las ciudades y villas del virreinato,  el 27 y 29 de mayo, la nueva Junta y el Cabildo de Buenos Aires dirigieron diversos documentos, en los que expusieron los motivos de la deposición del virrey, la solicitud del reconocimiento de la autoridad provisional de la nueva junta como "centro de la unidad" y el envío de diputados para "establecer la forma de gobierno que se considere más conveniente". A este último efecto se adicionó la Circular del 26 de mayo firmada por Cisneros donde este comunicaba su abdicación y recomendaba el envío de diputados. 

### Primer contacto de la junta de Buenos Aires con Asunción
El 21 de junio de 1810, llegó a Asunción el enviado de la junta de Buenos Aires, el coronel de milicias José de Espínola y Peña.
Los miembros de la junta de Buenos Aires sabían de la enemistad entre Espínola y Peña y el gobernador del Paraguay Bernardo de Velasco.  Este lo había destituido dos veces de su cargo y había manifestado al virrey Cisneros que rever esa decisión implicaría "un disgusto general en esta provincia". También sabían que el cabildo de Asunción había solicitado al virrey que no volviera a darle cargo alguno en el Paraguay. 
Con este nombramiento la junta de Buenos Aires manifestó la magnitud de su poder que podía "funcionar con todo su rigor y en el límite extremo de su racionalidad violenta aun en manos de alguien que resultaba descalificado". La descalificación de Espínola y Peña era triple: por sus características personales; por sus antecedentes políticos; y por tener el cargo de simple emisario del gobierno de Buenos Aires. 
Los historiadores, además de exagerar la importancia de esta gestión, la calificaron como un error de la Junta y la justificaron como fruto de la improvisación, la urgencia y el desconocimiento de la "psicología de los pueblos del
interior". Sin embargo, a posteriori, la junta de Buenos Aires mantuvo su política de utilizar a esta conflictiva familia para sus fines de sujeción y tras la muerte del coronel Espínola y Peña, en septiembre de 1810,  ordenó a sus dos hijos, José y Ramón, que se pongan a disposición de Belgrano como edecanes en la expedición militar contra el Paraguay.
La misión de Espínola y Peña terminó con su huida del Paraguay ante la sospecha de que Velasco lo quería confinar sacándolo de Asunción rumbo precisamente a la Villa Real de la Concepción. El 18 de agosto Velasco emitió una circular a los comandantes y comisionados de los pueblos de Costa Abajo declarando a Espínola "mal patriota, suspenso del mando que a su graduación corresponde", y advirtiendo que "se tendrá por sospechoso de complicidad al que le obedezca, auxilie, o de cualquier modo perturbe la pública tranquilidad con las especies, que divulgó dirigidas a desunir los ánimos, y a formar Partidos perniciosos". De esta manera Velasco estableció claramente que su autoridad era equivalente al de la Junta de Buenos Aires y cerró la posibilidad de que otros emisarios pudieran confundir a los funcionarios de su jurisdicción como lo había hecho Espínola.
En Buenos Aires logró convencer al gobierno de que enviando una pequeña fuerza militar podía lograrse la adhesión de la provincia ya que, según él, la mayoría apoyaba la unión con Buenos Aires. Según Belgrano el gobierno creyó lo que decía Espínola porque era "fácil persuadirse de lo que halaga". 
Con el fracaso de este primer intento de la Junta, la posición de Velasco y el grupo españolista de Asunción se fortaleció políticamente antes de la reunión de la junta general del 24 de julio de 1810.

### Congreso del 24 de julio de 1810
En las comunicaciones que trajo el coronel José de Espínola y Peña, la Junta de Buenos Aires decía:

"V.S. conoce muy bien los males que son consiguientes a una desunión, que abriendo la puerta, a consideraciones dirigidas por el interés momentáneo de cada pueblo, produzca al fin, una recíproca debilidad que haga inevitable la ruina de todos, y ésta debería esperarse más de cerca, si la potencia vecina que acecha, pudiese calcular sobre la disolución de la unidad de estas provincias."
Oficio del 27 de mayo de 1810 de la Junta Provisional Gubernativa en (Instituto Belgraniano Central, 1982, p. 168, tomo III, vol.1)

El día 26 de junio, el gobernador convocó al cabildo de Asunción y le pidió su parecer en una reunión que él mismo presidió:

(...) que tratándose de un asunto extraordinario de la mayor gravedad, y en cuya resolución se interesaba toda la provincia, convenía proceder con toda madurez y circunspección, conociendo fielmente su voluntad, y que para ello se convocase una asamblea general del clero, oficiales militares, magistrados, corporaciones, hombres literatos y vecinos propietarios de toda la jurisdicción, para que decidiesen lo que fuese justo y conveniente.
Acta del Cabildo de Asunción

El 28 de junio de 1810, acatando el dictamen del Cabildo, el gobernador Velasco, en su calidad de "Gobernador Militar y Político e Intendente de la Provincia del Paraguay y treinta Pueblos de Misiones de Indios Guaraníes, y Tapes del Uruguay, Paraná, Campañas Adyacentes" convocó a una asamblea que finalmente se inició el 24 de julio:

(...) por quanto para proceder con la madurez y circunspección devida al reconocim.to de la Junta Provisional Guvernativa instalada en Buen. Ay.s á consecuencia de la abdicación del mando hecha por el Exmo. Sor. D.n Balthasar Hidalgo de Cisneros, y elección de Diputado que deve pasar á aquella Capital como Representante de esta Prov.a p.a tratar del Gov.no que en nombre del Sor. D.n Fernando Septimo deba establecerse mientras duren las actuales circunstancias; se ha acordado en Cav.do celebrado con mi asistencia el veinte y seis del corr.te la combocación de una Junta gral. que se congregará el día quatro de Julio próximo á las ocho de la mañana en las casas R.s de Gov.no, y se compondrá del Rv.d Obispo, Clero, Corporaciones, Gefes, Magistrados, y de los prales. vecinos de esta Prov. (...) y ninguno de los citados pueda escusarse de asistir á la mencionada Junta sin incurrir en la negra nota de indiferente p.r el serv° del Rey Nro. Sor. D.n Fernando Septimo, y felicidad de la Patria.
Gobernador Velasco. Convocatoria Junta general en (Ashwell, 1999, p. 203-4)

Recién el 17 de julio, Velasco y el Cabildo de Asunción, en forma conjunta, respondieron el oficio que había traído Espínola. Manifestaron que dada la "gravedad del asunto" se había acordado celebrar "un Consejo general" el 24 de julio de cuyo resultado se daría "oportuno aviso" a la Junta. La nota mencionó además:
1. El "disgusto" por la venida de Espínola, a quien se calificó como "conductor de los pliegos", es decir, un mensajero sin representación. También mencionó su "vergonzosa fuga", sin motivo alguno. Esto implicaba responsabilizar a la junta de Buenos Aires por la elección de semejante emisario.
2. El retorno al "sosiego inalterable" de la provincia después del alboroto que había producido la improcedente medida de Espínola de querer reclutar hombres, motu proprio o no, para enviarlos a Buenos Aires y que el gobierno tuvo que salir apresuradamente a desmentir.
3. La "acendrada" fidelidad de la provincia a Fernando VII anticipando posibles acusaciones de deslealtad al monarca prisionero como argumento político.
4. La "respetuosa sumisión [de la provincia] a las autoridades legítimas". Esta aclaración se dirigía al punto más débil de la junta de Buenos Aires: su legitimidad. El fiscal Villota ya la había anticipado como problemática en el Cabildo Abierto del 22 de mayo de 1810 cuando sostuvo que se debía hacer una consulta previa a todas las provincias del virreinato.[17] De hecho el gobernador Velasco había sido nombrado directamente por el rey Carlos IV, mientras que la Junta fue nombrada por el cabildo de Buenos Aires que solo asumió el "ejercicio" de la soberanía pero no "en propiedad" según la expresión legal de la época.

El 24 de julio se reunió, en el Real Colegio de San Carlos, bajo la presidencia de Velasco, un congreso de 225 funcionarios y vecinos influyentes de toda la provincia. La Asamblea comenzó con la lectura de una proclama por miembros del Cabildo de Asunción, explicando las razones de la convocatoria, dando a conocer las últimas noticias que se tenían de España y aconsejando las medidas que se deberían tomar. El congreso resolvió por aclamación no adherir a la Junta de Buenos Aires, aunque sí mantener relaciones fraternales con ella, y jurar obediencia al Consejo de Regencia de España e Indias, desechando el parecer del doctor José Gaspar Rodríguez de Francia que expuso:

"Esta asamblea no perderá su tiempo debatiendo si el cobarde padre o el apocado hijo es el rey de España (...) Ninguno de ellos es ya rey del Paraguay (...) La única cuestión que debe debatirse en esta asamblea y decidirse por mayoría de votos es cómo debemos defender y mantener nuestra independencia contra España, contra Lima, contra Buenos Aires y contra el Brasil".
Discurso atribuído al doctor Francia en el Congreso General del 24 de julio de 1810 en (Vittone, 1960, p. 13/14)

Teniendo en cuenta la advertencia de la Junta de Buenos Aires sobre una posible invasión portuguesa al Paraguay, la asamblea decidió también formar una Junta de Guerra para defender la Provincia.
Las decisiones tomadas por la Asamblea fueron:

Artículo 1º – Que inmediatamente y sin disolverse esta Junta, se proceda al reconocimiento y solemne jura del Supremo Consejo de Regencia, legítimamente representante de nuestro Soberano, el señor Fernando 7º; respecto a que según los incontestables documentos que se han leído y tenido presente, no puede dudarse de su legítima instalación y reconocimiento por las Provincias de España, Naciones Aliadas, y hasta en este mismo continente.

Art. 2º – Que se guarde armonía correspondiente y fraternal amistad con la Junta Provisional de Buenos Aires, suspendiendo todo reconocimiento de superioridad en ella, hasta tanto que S. M. resuelva lo que sea de su soberano agrado en vista de los pliegos que la expresada Junta Provisional dice haber enviado con un oficial al Gobierno Soberano legítimamente establecido en España, y del parte que se dará por esta Provincia.

En precaución a la advertencia de la Junta de Buenos Aires respecto a una posible invasión portuguesa al Paraguay, el Congreso decidió:

Art. 3º – Que en atención a estarnos asechando la Potencia vecina, según manifiesta la misma Junta, disponga nuestro Gobernador Comandante General, se forme a la mayor brevedad una Junta de Guerra para tratar y poner inmediatamente en ejecución los medios que se adopten para la defensa de esta Provincia, que en prueba de su fidelidad al Rey, está pronta a sacrificar las vidas y haciendas de sus habitantes por la conservación de los dominios de S. M.

Art. 4º – Que se de cuenta al Supremo Consejo de Regencia, y se conteste a la Junta de Buenos Aires, con arreglo a lo resuelto y acordado en esta acta, que se archivará para perpetua memoria; y la firmaron los señores arriba expresados y demás que forman este respetable Congreso de que da fe – Jacinto Ruíz – Escribano público de Gobierno.

Velasco dio a conocer al pueblo lo decidido y aconsejó que se evitase toda discusión y controversia sobre los puntos ya decididos, amenazando con poner en prisión a quienes perturben la tranquilidad pública. 
El 30 de julio Velasco publicó otro bando llamando a los paraguayos a alistarse para cuando la Patria los necesite, creando un cuerpo militar del cual él se puso al frente, secundado por un encargado de la economía y con una fuerza efectiva de todos los ciudadanos y habitantes sin distinción de patricios ni forasteros. Al capitán Carlos Genovés, nombrado por Velasco, y al regidor José García del Barrio, nombrado por el cabildo, se les encomendó la tarea de hacer una lista de individuos alistables de Asunción y de las armas en manos de particulares. El 8 de agosto Velasco prohibió que se gastase o vendiese pólvora y estableció un toque de queda en la ciudad.

### Ultimátum de la Junta de Buenos Aires
A principios de agosto llegaron tardíamente a Asunción dos circulares de Buenos Aires, fechadas el 18 de julio, comunicando que los diputados a elegirse debían serlo en los términos de la Real Orden del 6 de octubre de 1809. El Cabildo, cuyo alcalde de primer voto era Bernardo de Haedo, respondió esas notas el 18 de agosto sobre la base de lo dispuesto por el congreso del 24 de julio: "este Cabildo les dará el debido cumplimiento luego que Su Majestad lo ordene", comunicándole además que se había recibido la Real Cédula de erección del Consejo de Regencia, "a cuyas órdenes se halla sumisa y sujeta toda esta Provincia."
Antes de recibir la comunicación de lo resuelto en Asunción el 24 de julio, la junta de Buenos Aires bloqueó las comunicaciones con el Paraguay e incentivó contra el gobernador Velasco a grupos paraguayos favorables a Buenos Aires. Además, en respuesta a la nota del 27 de julio, la junta de Buenos Aires envió un ultimátum el 18 de agosto al gobernador, al Cabildo y al obispo del Paraguay. Asumía que la negativa de la provincia del Paraguay a depender legalmente de ella se originaba exclusivamente en el gobernador Velasco:

(...) Prescinda Vuestra Señoría de su interés personal, cierre los ojos a todo temor de que peligre su empleo o padezca su individuo; y entonces quizás no se presentará el nuevo sistema tan terrible, como ahora pretende pintarlo (...) requiere a Vuestra Señoría por última vez que se una a la Capital, que deje obrar al Pueblo libremente, que reconozca la dependencia establecida por las Leyes, y que promueva la remisión del Diputado, para la celebración del Congreso, que debe tranquilizar a estas Provincias. Si Vuestra Señoría persiste en su pertinacia, será responsable ante Dios y el Rey de los males, que se preparan.
Junta de Buenos Aires a Velasco en (Garay, 1897, p. 34-35)

El 8 de septiembre, llegó a Asunción una nota de Vicente Nieto, presidente de la Real Audiencia de Charcas. Comunicaba la negativa de las ciudades del Alto Perú que dependían de ella, a reconocer a la junta de Buenos Aires. Gracia la publicó por bando al día siguiente.

### Preparativos militares en el Paraguay
Si bien la Asamblea del 24 de julio dispuso la formación de una junta de guerra para resistir una posible invasión portuguesa, tras el ultimátum de la Junta resultó evidente que era más probable un ataque proveniente de Buenos Aires. En septiembre de 1810, Velasco tomó medidas de seguridad interior: cerró el puerto y paralizó el comercio; algunas personas partidarias de Buenos Aires fueron confinadas al Fuerte Borbón.
Tras delegar el mando administrativo en el Cabildo, asumió el mando de las milicias provinciales, instaló su cuartel general en el colegio San Carlos, pertrechó algunos barcos mercantes con destino a Ñeembucú. Se ordenó a Pedro Gracia, coronel de milicias del Regimiento N° 2 de Voluntarios de Caballería de Costa Arriba (o zona al norte de Asunción) y comandante político y militar de la Villa de San Pedro de Ycuamandyyú, que realizara el alistamiento y acuartelamiento de tropas, pudiendo nombrar oficiales hasta el grado de capitán.

### Requisa de armas en las Misiones
El virrey Cisneros había sugerido a Velasco la necesidad de crear una jefatura en las Misiones dada la dimensión y distancia que estaban esos territorios de Asunción. La designación recayó en el sargento mayor graduado coronel Tomás de Rocamora quien, con el título de teniente gobernador, se hizo cargo de los asuntos políticos y militares en cuatro departamentos de las Misiones al sur del Paraná. Rocamora asumió como segundo de Velasco por providencia del 19 de diciembre de 1809.
Al crearse la junta de Buenos Aires cinco meses después, Rocamora se adhirió a ella. El 23 de julio de 1810 "hizo saber a la Junta que el gobernador del Paraguay, del cual dependía, pretendía sustraerlo de la subordinación a Buenos Aires, puesto que aquel no acataba a la autoridad del Plata".
A comienzos de agosto, Velasco pidió a Rocamora que envíe media docena de piezas de artillería. A tal fin envió a Fulgencio Yegros, quien no pudo realizarla porque Rocamora manifestó que las que tenía estaban en su mayoría inutilizadas. 
Anticipándose a las operaciones enemigas, Velasco se dirigió personalmente hacia las Misiones. Su objetivo principal era recoger todas las armas que pudiera encontrar en esa zona, que podría ser una base de operaciones para invadir el Paraguay por Itapúa. El 19 de agosto de 1810 partió de Asunción saludado por una salva de artillería. Llevaba como ayudante al segundo de Gracia, al paraguayo Manuel Atanasio Cabañas, poderoso estanciero de la Cordillera de quien tenía excelente opinión desde la época de las invasiones inglesas. La expedición estaba integrada por dos compañías: la de los Cuarteleros iba al mando de Benito Villanueva, oriundo de Villeta, la de Miñones iba al mando del artillero español Antonio Zavala. Como apoyo incorporó en el camino, como auxiliares, una compañía de pardos libres y otra de indígenas misioneros.
Sabiendo que Velasco se movía hacia el sur, y sin tener órdenes de la Junta, Rocamora se instaló y concentró algunas fuerzas en Yapeyú, punto intermedio para recibir apoyo desde Buenos Aires o poder retirarse. Estos movimientos no pasaron desapercibidos al coronel portugués Francisco das Chagas Santos. Pese a la misiva que le había enviado Velasco el 31 de agosto, se alarmó por el movimiento de tropas tan cerca de su frontera, comandadas además por el propio gobernador del Paraguay.
Pablo Thompson, subdelegado de Concepción, se plegó a Velasco y comenzó a reunir caballos, reses, hombres y armas con el objeto de marchar hacia Candelaria para unirse al gobernador del Paraguay. El 30 de agosto Velasco llegó a Candelaria, hizo jurar fidelidad al Consejo de Regencia de Cádiz y ordenó a los departamentos la captura de Rocamora "para imponerle el ejemplar castigo que merecía por haberse introducido en el territorio de mi mando, sin mando, sin autoridad ni jurisdicción, y ser sedicioso perturbador público y traidor a la Patria y al Rey". Rocamora informó a Buenos Aires que a Velasco, en Apóstoles, "continuamente se le aumentan paraguayos y él agrega los indios de los tres departamentos rebelados". El teniente Pareti, subdelegado interino de Concepción e informante de Rocamora, entregó "pertrechos y efectos del Rey" a las fuerzas de Manuel Cabañas.
Velasco regresó de las Misiones con todo el armamento que pudo encontrar. Había volcado a su favor tres de los cuatro departamentos sin hacerse ilusiones sobre la lealtad de los subdelegados que se plegaban, según las circunstancias, a uno u otro bando. Asignó al capitán Carlos Thompson el control de la margen derecha del río Paraná y trajo consigo al maestro armero italiano Miguel Tiragalo, importante artesano que se haría cargo del arsenal de Asunción hasta el año 1816. Con esta operación se incorporó además a la provincia del Paraguay todo el territorio misionero comprendido entre el río Tebicuary y el río Paraná. El estratégico avance de la frontera hasta este río ya figuraba en los planes de Velasco desde mucho antes del congreso del 24 de julio.
En su marcha hacia el sur, antes de cruzar el río Tebicuary, Velasco había constatado la presencia de antiguos partidarios de Espínola y Peña en esa zona, entre ellos el sargento mayor José Luis Mora, excomandante de Quiindy por lo que a su regreso lo envió engrillado a Asunción.
Ya el 10 de agosto, Rocamora había solicitado su separación de la provincia del Paraguay pero la Junta no había atendido sus pedidos de auxilio y protección. Recién el 16 de septiembre, la Junta decidió liberar a Rocamora de la dependencia del gobernador Velasco designándolo solamente como gobernador "interino".

### Liberación de barcos retenidos y control del Paraná

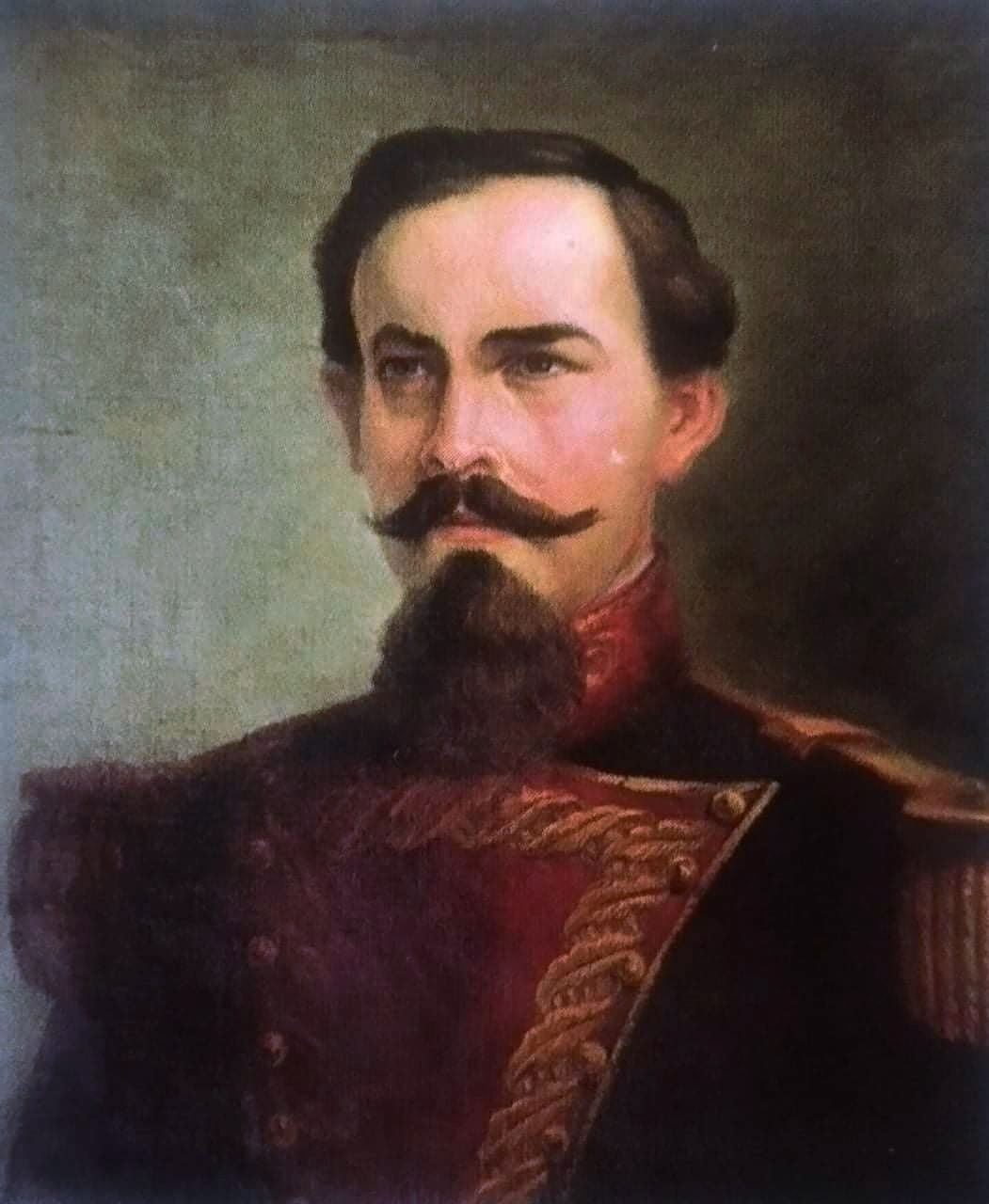
Fulgencio Yegros. Óleo pintado en 1910 por Pablo Alborno

El 15 de septiembre, desde Misiones, Velasco ordenó al comandante Pedro Gracia que enviase una flotilla naval a rescatar los buques destinados al Paraguay que se hallaban retenidos en Corrientes, además de ocupar el sur de la Intendencia hasta el río Paraná.
La región entre los ríos Tebicuary, Paraguay y Paraná y los esteros que formaban el límite occidental de las Misiones era entonces objeto de un litigio entre la Intendencia del Paraguay y la Tenencia de Gobierno de Corrientes: en el norte de esa región existía desde 1779 el pueblo de Pilar, erigido como villa en 1792. En el sur de esa zona estaban establecidos varios hacendados radicados en la ciudad de Corrientes. Esta había establecido guardias militares en el paso de Itatí, Curupayty, Lomas de Pedro González y Paso del Rey.
Por orden de Gracia, en una doble operación terrestre y naval, el capitán Fulgencio Yegros ocupó la Guardia de Curupayty y el Paso de Itatí. Una escuadrilla formada por 3 barcos mercantiles artillados y una cañonera —llevando embarcados más de 160 hombres de tropa y su oficialidad— al mando de José Antonio Zavala, partió de Asunción el 21 de septiembre y regresó el 10 de octubre, después de haber recuperado 8 buques que habían sido detenidos en Corrientes en su viaje a Asunción. La misión fue cumplida sin uso de violencia, a pesar de que fue divisada desde la ciudad.
El 10 de septiembre, Velasco dio a conocer un comunicado del gobernador de Montevideo, Gaspar de Vigodet, en la que el exvirrey Cisneros decía que su firma, en las circulares en las que aconsejaba reconocer a la Junta, le habían sido arrancadas a la fuerza. Estas dos noticias reforzaron la posición adoptada por el congreso del 24 de julio.

### Expedición de Belgrano

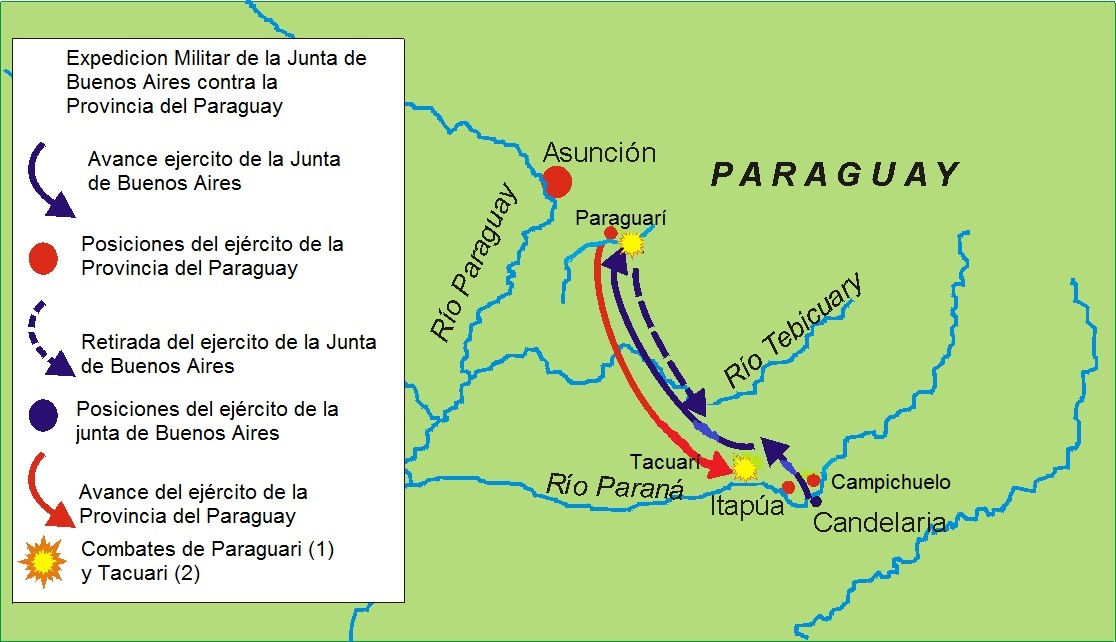
Operaciones militares en territorio paraguayo y misionero (diciembre de 1810-marzo de 1811.

El 4 de septiembre de 1810, la Junta de Buenos Aires, apoyándose en la información de Espínola, ordenó a uno de sus vocales, el doctor Manuel Belgrano, que el ejército que había organizado para operar en la Banda Oriental se dirigiera a la Provincia del Paraguay para obtener su adhesión.
Simultáneamente, la Junta envió hacia Asunción al capitán Juan Francisco Arias, y poco después al asunceno Juan Francisco Agüero, para convencer a las autoridades de esa provincia sobre la justicia de la causa de Buenos Aires y los peligros de enfrentarla.
Belgrano inició la formación de su ejército el 23 de septiembre en San Nicolás de los Arroyos, e incorporó más tropas en Santa Fe, Entre Ríos, Corrientes y Misiones. A fines de diciembre de 1810 ingresó al territorio paraguayo por Itapúa.
Belgrano supuso que la sola presencia de su tropa bastaría para que la inmensa mayoría de la población paraguaya se plegara a la Junta de Buenos Aires. Sin embargo, no solo no recibió apoyo de la población, sino que esta se manifestó hostil ante presencia. Sus fuerzas fueron derrotadas en Paraguarí el 19 de enero de 1811, y en Tacuarí el 9 de marzo.
Ambas victorias paraguayas son consideradas como el inicio de una toma de conciencia de las propias fuerzas por parte de la oficialidad paraguaya.[cita requerida]
Luego de firmar la capitulación, Belgrano propuso a Cabañas ocho puntos de los cuales en el tercero volvió a insistir en que el Paraguay envíe diputados y "guarde el orden de dependencia" respecto de Buenos Aires. En el cuarto propuso constituir una junta en Asunción de la cual Velasco sería el presidente. Estas propuestas contradecían lo dispuesto por el congreso del 24 de julio de 1810. Cabañas se excusó diciendo que no estaba autorizado a resolver "ninguna" de las proposiciones. Tampoco Belgrano estaba autorizado por la junta de Buenos Aires para realizarlas. En sus contactos con Belgrano, Cabañas, Yegros y los demás jefes paraguayos, ponían el acento solo en la paz y en la amistad entre "las dos provincias" pero en ningún momento aceptaban obedecer a la junta de Buenos Aires".
El 23 de marzo de 1811, el ejército de Belgrano comenzó su retirada desde Candelaria hacia la Banda Oriental. Nada expresó mejor el estado de ánimo de Belgrano que la frase: 

"En fin, voy a olvidar, excelentísimo señor, al Paraguay". Belgrano a la Junta, 25 de marzo de 1811, en (Instituto Belgraniano Central, 1982, p. 536, tomo III, vol.1)

### Velasco pide ayuda a los portugueses
Pese a las buenas relaciones de Velasco con Francisco das Chagas Santos, el comandante portugués de las Misiones Orientales, el superior de este, el capitán general Diego de Souza le pidió explicaciones a raíz de la incursión que había realizado en Candelaria.
Después de la derrota de Belgrano en Paraguarí y su lenta retirada hacia el Paraná, Velasco intentó asegurar la estratégica vía de comunicación por el río Uruguay que lo comunicaría con las fuerzas de Vigodet en Montevideo y con los portugueses de las Misiones Orientales y de paso presionar por la retaguardia a Belgrano. A tal efecto solicitó a Diego de Souza unos 200 soldados para tal fin.
El 3 de febrero de 1811 teniendo noticias vagas sobre la derrota de Belgrano en Paraguarí, Diego de Souza propuso al flamante virrey Elío, en Montevideo poder ingresar con sus tropas —previo común acuerdo con Velasco— para recuperar la zona del Uruguay y Paraná:

(...) convendría que V.E., de acuerdo con el gobierno del Paraguay, y protegido de las tropas de mi mando, entrase sin demora en el proyecto de libertar de la jurisdicción de aquella Junta el territorio del Uruguay y Paraná, como supongo interesa a su posición y a la mía.

El 27 de febrero Souza le comunicó a Elío que había recibido pedidos de auxilio de Velasco para sostener la persecución de Belgrano e impedir que nuevos refuerzos pudieran venir en su ayuda desde Corrientes, Santa Fe y del propio Tomas Rocamora ubicado en Santa Rosa. Dos días antes Souza había anticipado a Velasco que en lugar de los 200 hombres solicitados él enviaría preventivamente entre 800 y 1000 soldados a las costas del Uruguay a la espera de futuras órdenes de Velasco.
Cuando Souza se enteró de la capitulación de Belgrano envió una nota proponiendo una entrevista personal con Velasco para realizar "operaciones sucesivas". Como esta nota no llegó a destino insistió enviando al capitán José de Abreu Mena Barreto donde explicitó su plan de sumar sus fuerzas a la de Velasco y Elío para liberar el Uruguay de la "dominación de Buenos Aires sin lo cual ni su gobierno, ni aquel dejarán de estar siempre amenazados o inquietos".
El capitán Abreu, luego de estar retenido 15 días en Itapúa, fue recibido en Asunción por los "españolistas" más radicales como "un don del cielo". Pese a las condiciones que traía Abreu de que previamente se debía reconocer los derechos de Carlota Joaquina a la corona española y sus dominios, la presión del ala españolista más radical venció a la oposición en el Cabildo y logró que se aprobara la ayuda. Sin embargo, Velasco se opuso al ingreso de tropas "que por ahora no necesita esta provincia" pero si pidió una ayuda de 25000 pesos para pagar los sueldos de los soldados que habían dejado largos meses a sus familias y negocios para defender la Provincia y cuyo disgusto podía ser utilizado en su contra.
Velasco venía dilatando la concreción de esa "ayuda" de 200 hombres que había pedido cuando Belgrano estaba dentro de la Provincia pero que ahora, sospechosamente, había aumentado a 1500 cuando ya no existía ningún peligro. Por otra parte no tenía autorización para permitir el ingreso de tropas extranjeras en la provincia y menos asumir previamente el reconocimiento de Carlota Joaquina. Velasco tenía presente además los cinco complots que se habían producido en su contra entre octubre de 1810 y abril de 1811, la caída de su prestigio luego de su retirada en Paraguarí, las conversaciones de sus oficiales con Belgrano y las consecuencias de las medidas que había tomado para desarmar las fuerzas militares y neutralizar a sus jefes.
Así como la misión de Espínola y Peña, el ultimátum de la Junta de Buenos Aires y la invasión de Belgrano incrementaron su poder y sirvieron para postergar transitoriamente el accionar de un sector de la oposición a su gobierno, la misión Abreu y el ocultamiento del rechazo de ayuda sería utilizada por estos mismos grupos para destituirlo.

### Ocupación de Corrientes
Una vez expulsado Belgrano de la provincia del Paraguay, el gobernador Velasco consideró que se podía poner en práctica el plan de ocupar Corrientes sugerido por Pedro Gracia en septiembre de 1810. El 7 de abril de 1811, una flotilla al mando de Jaime Ferrer, que ya había participado de la liberación de los buques en octubre de 1810, ancló frente a la ciudad de Corrientes. La intención declarada era liberar nuevamente los buques detenidos por orden de la junta de Buenos Aires pero el segundo objetivo era proteger el paso de tres buques con armas que el virrey Elío enviaba desde Montevideo y, si las circunstancias fueran favorables, ocupar la ciudad para mantener abierta esa vía de comunicación en forma permanente. Tres factores jugaban a favor de esto último: la existencia en Corrientes de un núcleo favorable a la provincia del Paraguay; la falta de fuerzas para la defensa, debido a que Belgrano se había llevado soldados para invadir la Banda Oriental "dejando solo los inútiles y los que por su avanzada edad no podían sufrir las penurias de una campaña";; y la oposición de la población a la política de la junta de Buenos Aires de realizar levas locales para llevarlas fuera de la provincia. Este último punto será utilizado posteriormente por Blas José de Rojas como argumento en su discurso inaugural.
El teniente gobernador de Corrientes Elías Galván no tuvo muchas opciones, y contestó

Que tenía consigna del general Belgrano de mantener cordialidad con el Paraguay, consigna que se halla convenida ya con los tratados celebrados en el campo de batalla de Tacuarí [...] y ya ratificada por la [...] Junta de Buenos Aires. Le pido que se retire con sus buques ya que no tenemos orden de batirnos.

Aunque Galván cedió al requerimiento de Ferrer de liberar los buques paraguayos, este no se retiró pues tenía que esperar a los barcos que venían de Montevideo. En los siguientes días, además del único barco paraguayo detenido, y para evitar sorpresas, Ferrer exigió la entrega de algunas naves correntinas. El 17 de abril, cuando llegaron los tres barcos más otros tres capturados en el camino, Ferrer exigió a Galván, en el término de dos horas, que se declarase aliado de la Provincia del Paraguay y reconociera al Consejo de Regencia y al virrey Elío. Ferrer tenía ya diez buques mayores y menores armados, cuatro mercantes más los tres de Montevideo. Sus tropas eran de 300 hombres. Galván intentó resistir en Las Lomas (cerca de la actual Laguna Seca, en Corrientes) pero sus fuerzas, escasas y mal armadas, se dispersaron no bien las fuerzas de Ferrer pudieron conseguir caballos. Galván se retiró hasta La Bajada, donde le dijeron que no tenían recursos para ayudarlo. En Corrientes quedó el regidor del cabildo local Ángel Fernández Blanco para que se entendiera con los paraguayos. El 19 de abril de 1811 el cabildo de Corrientes aceptó el ultimátum y Ferrer ocupó la ciudad. Días después se retiró aguas arriba dejando una guarnición a cargo de Blas José de Rojas, quien asumió como Teniente de gobernador y Capitán general el 28 de abril. Con ese motivo lanzó una proclama contra la "turbulenta" y "facinerosa" Junta de Buenos Aires y su política de levas:

"Paraguayos somos; no esperemos que unos salteadores enemigos de nuestro idolatrado Fernando nos imponga con ardides un yugo vergonzoso, para ir después a costa de nuestra sangre a aumentar su ambición y sus conquistas en Montevideo y Provincias del Perú". Proclama de Blas José de Rojas en (Cardozo, 1963, p. 19/20)

 Debe destacarse que estos conceptos provenían de un oficial que había combatido en Tacuarí y que además compartía con Fulgencio Yegros un alto grado de confianza e identificación con sus ideas según consta en las notas intercambiadas entre ambos.  
A mediados de mayo de 1811 se produjo en Asunción el alzamiento militar que impuso al gobernador Bernardo de Velasco dos consocios para que gobernaran con él. Al conocerse este hecho, Rojas, que era uno los principales conspiradores y que ya venía trabajando con Fernández Blanco, apresó a unos 100 españoles y se apoderó de 13 barcos. En un bando del 30 de mayo, impulsado por el doctor Francia, el gobierno de Asunción, anticipando lo que sería después su política frente a la junta de Buenos Aires, ordenó evacuar Corrientes y reponer las autoridades y la subordinación existentes antes de la ocupación.

Habiendo tenido el actual gobierno por objeto de sus primeras atenciones y cuidados el conservar la tranquilidad interior y la paz, unión y buena armonía con la ciudad de Buenos Aires y las demás del continente, siempre que pueda efectuarse de un modo digno y compatible con el decoro y libertad de esta antigua, vasta y respetable provincia de la Asunción, ha juzgado conducente a tan importante fin el evacuar y dejar libre la ciudad de Corrientes ocupada por nuestras armas, considerando que el pueblo ilustrado de Buenos Aires y todo el mundo imperial, a vista de un ejemplo singular de moderación y generosidad después de las victorias conseguidas por las armas de la provincia, se convencerá mejor de la sinceridad de nuestras intenciones y de que el pueblo valeroso del Paraguay, desplegando la energía de sus fuerzas, nada más a deseado sino el que se respete su libertad. Bando del 30 de mayo de 1811 en (El paraguayo independiente, 1859, p. 6-7, tomo I)

El 6 de junio de 1811, luego de recoger las armas en poder de la población y de imponer a los europeos residentes una contribución de 2000 pesos, Rojas entregó el mando a Fernández Blanco. Elías Galván retornó a la ciudad y asumió sus funciones el 16 de junio de 1811.

## El Paraguay prepara su propia revolución

### Medidas preventivas y represivas del gobernador Velasco
Desde fines de 1810, el gobernador Velasco tomó medidas contra quienes conspiraban a favor de la Junta de Buenos Aires, confinando a un grupo de personas en el Fuerte Borbón. El 7 de enero de 1811 hizo procesar y enviar preso a Asunción al administrador del pueblo indígena de Yaguarón, acusado de querer entregar el pueblo a Belgrano.
Luego de la batalla de Paraguarí, el gobernador ordenó que todas las armas de fuego capturadas al enemigo y las que poseyera la población, fueran entregadas al gobierno. El 13 de marzo se conoció en Asunción el resultado de la Batalla de Tacuarí, por lo que el gobernador partió hacia las Misiones, dejando el mando en los cabildantes Bernardo de Haedo, José Carísimo y Francisco Díaz de Bedoya.
Tras la retirada del ejército de Belgrano, y en conocimiento de las relaciones que los jefes criollos de sus milicias habían entablado con Belgrano, Velasco licenció sin pago alguno a los milicianos, muchos de los cuales habían servido sin paga durante 8 meses, ni tampoco recompensó a sus jefes. Impidió una entrada triunfal del ejército en la capital, mientras se hacía tributar honores en el pueblo de Santa María. Apartó de las posiciones de mando a los principales jefes criollos responsables de la victoria, considerados héroes por la población: al coronel Juan Manuel Gamarra lo nombró como mayor de plaza en Asunción, sin mando de tropas; Blas José Rojas pasó como teniente gobernador de Corrientes, lejos de Asunción; el coronel Manuel Cabañas fue nombrado subinspector general de armas, sin mando de tropas; y Fulgencio Yegros fue nombrado teniente gobernador de Misiones, de modo de alejarlo también de la capital paraguaya. La capital quedó guarnecida por milicias de San Isidro del Curuguaty.
El 4 de abril de 1811 fue descubierta una conspiración que debía estallar dos días después. Los complotados pensaban atacar el cuartel para liberar a los presos allí existentes y los prisioneros porteños que se hallaban en un barco, y apoderarse de las armas y municiones del parque de artillería. A continuación, serían capturadas y depuestas las autoridades. La defección y delación por parte de uno de los conspiradores permitió capturar a Manuel Pedro Domecg, Manuel Hidalgo y a Marcelino Rodríguez.
Luego de retornar a Asunción, Velasco publicó un bando instando a los paraguayos a la tranquilidad general, y tomó a todas las autoridades nuevamente juramento de obediencia al rey Fernando VII, ordenando festejos solemnes en toda la provincia para acompañar el juramento. A fines, de abril desarticuló la prédica del cura José Fermín Sarmiento, quien junto a José de María y a José Mariano Báez, conspiraban en Concepción a favor de la Junta de Buenos Aires.

### Vísperas de la Revolución

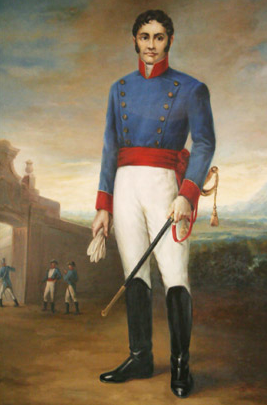
Pedro Juan Caballero.

El resentimiento de los oficiales criollos contra el gobernador Velasco luego de que este no recompensara a los milicianos por sus victorias, junto con el temor del ingreso de fuerzas portuguesas al Paraguay, y el accionar propagandístico de Belgrano, llevó a que condensara en torno a Fulgencio Yegros una conspiración para finalizar la dependencia del Paraguay respecto del virrey Elío y del Consejo de Regencia de España. Como Yegros se hallaba en Itapúa, Gaspar Rodríguez de Francia dirigió la planificación del golpe en la capital. Allí fue decisivo el accionar del capitán Pedro Juan Caballero y del alférez Vicente Ignacio Iturbe, quienes lograron el concurso de los soldados del cuartel de Asunción.
El plan inicial preveía un movimiento sincronizado. En Itapúa se levantaría Fulgencio Yegros; en Corrientes, Blas José de Rojas; quienes destacarían columnas hacia Asunción, a las que se uniría Manuel Atanasio Cabañas en la Cordillera, entrando en la capital el 25 de mayo, primer aniversario de la revolución de Buenos Aires.
El 24 de abril de 1811 Iturbe fue llamado a prestar declaración, ya que el abogado Juan de la Cruz Bargas delató la existencia de una conspiración, poniendo en sospechas a las autoridades. Como el viaje de Yegros a Asunción para ponerse al frente de la revolución no podría dejar de ser advertido por Velasco, Caballero decidió no esperarlo y adelantar el golpe ante el peligro de que fueran arrestados. El 13 de mayo el Cabildo aceptó unánimemente el ofrecimiento del ingreso al Paraguay de tropas portuguesas, pese a la oposición de Velasco. El asesor del gobernador, Pedro Somellera, afirmó que él comunicó a los principales complotados la decisión secreta del Cabildo, alarmado por el peligro portugués. En la mañana del 14 de mayo Iturbe recibió el aviso de su pariente, el síndico procurador del cabildo Juan Antonio Fernández, sobre que Velasco estaba al corriente de sus reuniones subversivas en el caso de Juan Francisco Recalde, transmitiendo la noticia a Caballero. El día 15, Abreu debía partir con la comunicación del Cabildo.

## Revolución del 14 de mayo
A las 10 de la noche del día 14, Pedro Juan Caballero hizo repicar inesperadamente las campanas de la catedral; era la señal convenida para que los complotados se reunieran en el cuartel general frente a la plaza. Caballero e Iturbe avanzaron hacia el cuartel con 3 compañías de infantería y 3 de artillería, siéndole franqueado el paso por el comandante de la guardia, capitán Mauricio José Troche, lográndose apoderar del parque de artillería y de las armas. Como los efectivos que estaban a cargo de estos cuarteles ya venían descontentos por la falta de pago y de reconocimiento de parte de la Gobernación, no opusieron resistencia alguna. Las fuerzas acantonadas en el cuartel eran: 106 soldados al mando del capitán Juan José Vera, 34 milicianos de San Isidro de Curuguaty al mando de Troche, y una compañía de fusileros al mando de Cuestas. Cuando el mayor de plaza Cabrera retornó al cuartel con 8 soldados que realizaban una ronda, fue arrestado por Iturbe.
Caballero fue reconocido como comandante del cuartel y comenzó a reunirse parte del pueblo en torno al mismo. Velasco envió a un sacerdote al cuartel para averiguar qué ocurría, y luego recibió una intimación de Iturbe para que renunciara al gobierno. Velasco se negó a renunciar, intimando además a Iturbe que no dejara partir a los enviados portugueses. Se le hizo una nueva propuesta para que admitiera a dos personas como adjuntos en los despachos de gobierno hasta la celebración de un congreso provincial que determinara la forma de gobierno. El gobernador rechazó también esta segunda comunicación.
Como el gobernador no cediera, se dispuso de dos cañones y se enviaron patrullas a recorrer las inmediaciones, mientras se convocaba a más adictos para aumentar las fuerzas y se repartían armas. Durante la noche, el teniente coronel Gamarra presentó a Velasco un plan para atacar el cuartel, pero el informe convenció al gobernador de su propia debilidad.
En la mañana del 15 de mayo, Velasco desestimó los planes de resistencia, y finalmente aceptó que le fueran asociados dos individuos para el despacho de gobierno. . El nuevo gobierno sería provisorio hasta la celebración de un congreso provincial. El asesor de Velasco, el porteño Pedro Somellera, propuso enviar un pliego a Buenos Aires relatando lo ocurrido. Para esa misión fue designado José de María, pero al llegar Francia al cuartel disuadió a Caballero de enviar la nota para no darles un alegrón a los porteños. Ese mismo día se integró el gobierno provisional con Velasco al frente del mismo y como consocios el doctor Gaspar Rodríguez de Francia y el comerciante español Juan Valeriano de Zeballos. El nuevo gobierno no solo eliminó el cargo de "Asesor" sino que al poco tiempo encarceló a Somellera y su hermano. Así comenzó la consolidación del doctor Francia en su rol de "letrado", en su calidad de hombre de letras, inteligencia, saber y talento, como motor de la política. No es casualidad que la serie de sucesos que definieron la constitución del Estado paraguayo fueran conceptualizados por los contemporáneos de aquellos hechos y los primeros ensayos historiográficos como una "guerra de secretarios".
El cambio de gobierno se consumó sin disparar una sola bala.

### Gobierno de Velasco y sus consocios
En la tarde del 15 de mayo, Velasco emitió un bando prohibiendo la circulación de personas desde las 9 de la noche. Dos días más tarde, en otro bando, ordenó que todo aquel que tuviera armas de fuego la entregase al gobierno en 24 horas. También aclaró el sentido del cambio de gobierno:

(...) no ha tenido por causa y por objeto en la presente determinacion, el entregar, ó dexar esta Provincia al mando, autoridad y disposición de la de Buenos Ayres, ni de otra alguna ni de mucho menos el sugetarla á ninguna Potencia extraña. (...) reconociendo siempre al desgraciado Soberano bajo cuyos Auspicios vivimos, uniendo y confederandose con la misma Ciudad de Buenos Ayres para la defensa comun y para procurar la felicidad de ambas Provincias y las demas del continente, bajo un sistema de mutua union, amistad y conformidad, cuya base sea la igualdad de Derechos.

Antes de partir de Itapúa, Yegros arrestó a 115 españoles y se apoderó de los botes que custodiaban el río Paraná. Marchó inmediatamente con sus soldados hacia Asunción, dejando a Vicente Antonio Matiauda como comandante interino de la frontera. En el camino fue alcanzado por un mensajero de su hermano, que le comunicó los sucesos de Asunción. Hasta ese momento, Yegros era partidario de la Junta de Buenos Aires, de modo que hizo seguir al mensajero hacia Itapúa, para que Matiauda comunicara los acontecimientos a las autoridades fronterizas dependientes de Buenos Aires. Yegros entró en Asunción el 21 de mayo, saludado por una salva de 21 cañonazos.
El comandante de Ñeembucú y de la flota fluvial, Jaime Ferrer, fue separado de ambos mandos.
En Corrientes, el 16 de mayo, Blas José de Rojas de acuerdo con el regidor Ángel Fernández Blanco, apresó a unos 100 españoles de la ciudad, apoderándose de 13 barcos. El 30 de mayo, el gobierno de Asunción, anticipando lo que sería su política frente a la junta de Buenos Aires, anunció:

"La ocupación de la ciudad de Corrientes por las fuerzas de esta provincia fue solamente consultando la seguridad, necesária en mención á la falta de espresión suficiente en la capitulación hecha después del ultimo combate en Tacuarí entre el General de las tropas de esta ciudad, y el de las de Buenos Aires, pero el presente Gobierno de acuerdo con el Comandante y Oficiales del cuartel general de esta plaza, ha resuelto el procurar terminar por medios pacíficos las diferencias ocurridas con la citada ciudad de Buenos Aires, y como no hay motivo de esperar de la prudencia y circunspección de la Excelentísima Junta de aquella ciudad el que penetrada de iguales sentimientos de razon y humanidad deje de adoptar un sistema tan benéfico y justo como el mas natural y aun necesario en las presentes circunstancias a fin de conservar la unión y seguridad general de las provincias de este continente: se ha acordado igualmente prevenir a Usted que luego al recibo de esta orden evacué y deje enteramente libre esa ciudad, dando a saber á su Ilustre Ayuntamiento y Comandante, si este se hallase en oportunidad, que en lo sucesivo deben observar el mismo régimen y gobierno que tenian anteriormente subordinado, a la propia Exma. Junta de Buenos Aires como Dependiente de aquella capital."

El 1 de junio se recibió en Asunción una nota reservada — fechada el 8 de abril de 1811 — del embajador español en Río de Janeiro, marqués de Casa Irujo, en la que se ordenaba a Velasco que por ningún motivo consintiese, que tropas portuguesas pisasen en la provincia, ni con pretexto de sujetar a los insurjentes.
El capitán Abreu debía haber partido de Asunción con la respuesta reservada de Velasco el día 15 de mayo, pero tras los sucesos de ese día, Francia y Zevallos le retuvieron el pliego y redactaron otro. Cuando el comandante de Concepción, Pedro Gracia, tuvo conocimiento de lo ocurrido en la capital, huyó hacia el Mato Grosso. Las sospechas contra Velasco eran cada vez mayores. Cuando el capitán Blas José de Rojas interceptó en La Bajada una carta de Genovés a Velasco instándolo a continuar sus planes de acuerdo con los portugueses, los criollos de Asunción se convencieron de derrocar a Velasco.
El 9 de junio Velasco fue separado del gobierno y apresado junto con los miembros del cabildo, acusados de entendimiento con Elío en Montevideo y de negociar con los portugueses para defender la monarquía aún al precio de depender del Imperio portugués. Los detenidos quedaban a disposición del Congreso que se estaba por celebrar.

## El Congreso de junio de 1811 y la Junta Superior Gubernativa
Entre el 17 de junio y el 20 de junio de 1811 se reunió un congreso provincial que decidió que quede en suspenso "por ahora" todo reconocimiento a las Cortes y Consejo de Regencia "y toda otra representación de autoridad" hasta la suprema decisión del congreso general que se halla próximo a celebrarse en Buenos Aires. Y también

No reconocer otro soberano que Fernando VII y sostener los derechos, libertad, defensa e indemnidad de esta provincia.

En lugar del Gobernador y sus consocios, el Congreso nombró una Junta Superior Gubernativa, presidida por el teniente coronel Fulgencio Yegros, como presidente y comandante general de armas, e integrada por los vocales Rodríguez de Francia, el capitán Pedro Juan Caballero, el sacerdote Francisco Javier Bogarín y Fernando de la Mora; la misma Junta nombraría además un secretario. Se dispuso que los cargos de la Junta no duraran más de 5 años. Quedaban dentro de las atribuciones de la Junta nombrar y señalar los sueldos de los empleados públicos, mantener el ejército y establecer impuestos, así como nombrar por única vez a los miembros del Cabildo de Asunción. Los españoles fueron cesados en todos sus empleos, excepto Zeballos. Todo reconocimiento de autoridades españolas quedaba suspendido, pero los miembros de la Junta debían reconocer como único soberano a Fernando VII.
Se resolvió además que:

(...) esta Provincia no sólo tenga amistad, buena armonía y correspondencia con la Ciudad de Buenos aires y demás provincias confederadas, sino que también se una con ella para el fin de formar una sociedad fundada en principios de justicia, de equidad y de igualdad (...)

Las bases de la relación con Buenos Aires fueron determinadas por el Congreso como de independencia absoluta del Paraguay hasta la reunión de un congreso de las Provincias Unidas. Se nombró como diputado al Congreso a reunirse en Buenos Aires a Gaspar Rodríguez de Francia, que anteriormente había sido nombrado para ese cargo por el cabildo. Un requisito fundamental era que los reglamentos, formas de gobierno o constitución que sancionara dicho Congreso debían ser ratificados por el Congreso paraguayo.
Las principales medidas fiscales fueron la abolición del impuesto de sisa y arbitrio que la yerba mate pagaba en Buenos Aires, y la extinción del estanco de tabaco
La Junta asumió sus funciones el 20 de junio de 1811. El vocal Mora asumió provisoriamente la secretaría de la Junta. El 22 fue emitido un bando con las disposiciones del Congreso, entre ellas nombrando al comandante Blas José de Rojas como subdelegado del Departamento de Santiago, con agregación de los Pueblos de Itapúa, Trinidad y Jesús, y comandante de la frontera. Para la subdelegación de Candelaria la junta debía nombrar un subdelegado.

### Tratado entre las juntas de Asunción y Buenos Aires

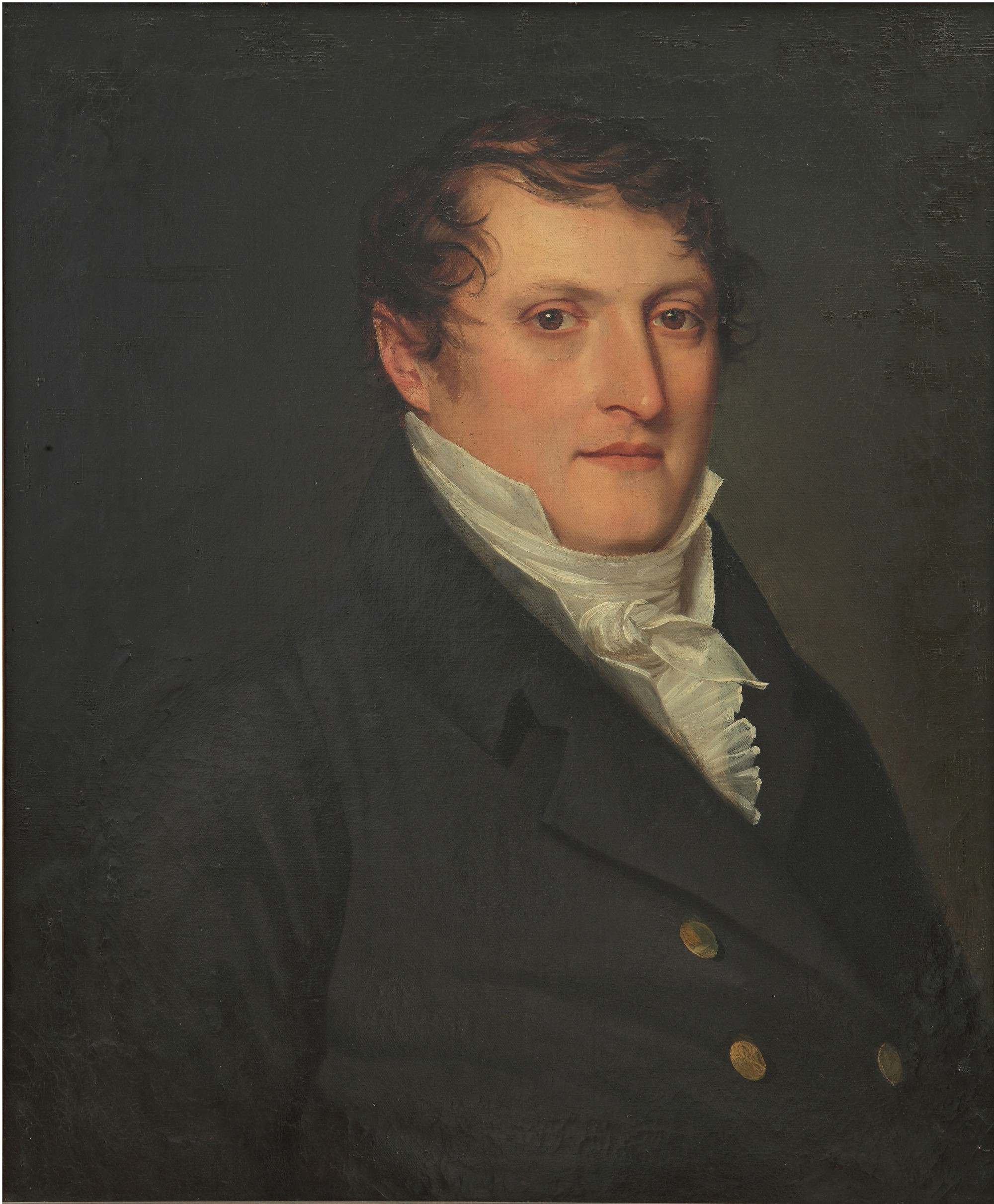
Manuel Belgrano firmó el tratado a nombre del gobierno de Buenos Aires.

El 20 de julio de 1811 la Junta Superior Gubernativa envió una nota a la Junta de Buenos Aires comunicándole las resoluciones del congreso del 17 de junio. Una de ellas determinó que la provincia del Paraguay se gobernaría por sí misma, aunque mantendría el propósito de defender la causa común del señor Don Fernando VII. La junta de Buenos Aires respondió por nota del 28 de agosto de 1811 diciendo que reconocía el autogobierno e independencia: Si es la voluntad decidida de esa provincia gobernarse por sí y con independencia del gobierno provisional, no nos opondremos a ello.
El 12 de octubre de 1811 se firmó con los enviados de Buenos Aires, Manuel Belgrano y Vicente Anastasio de Echevarría, un Tratado de Amistad, Auxilio y Comercio, reconociendo el gobierno de Buenos Aires la autonomía de la Provincia del Paraguay hasta la celebración de un congreso general que decidiera la forma de gobierno, estableciendo de hecho la independencia del Paraguay. Rodríguez de Francia fue elegido como diputado al congreso general de las provincias del Río de la Plata, aunque no viajó. Ningún otro paso se dio hacia la formación de una confederación, y la Provincia del Paraguay actuó como un Estado independiente, tal cual lo había establecido un año antes el congreso del 24 de julio de 1810, artículo 2°, y el reciente de junio de 1811.
El río Paraná quedó como límite provisorio entre las juntas de Asunción y Buenos Aires, pero se dejó en custodia provisoria del gobierno de Asunción el Departamento de Candelaria y el partido de Pedro González hasta que un congreso general fijara la demarcación definitiva.

### El vocal Francia y la Junta Superior Gubernativa

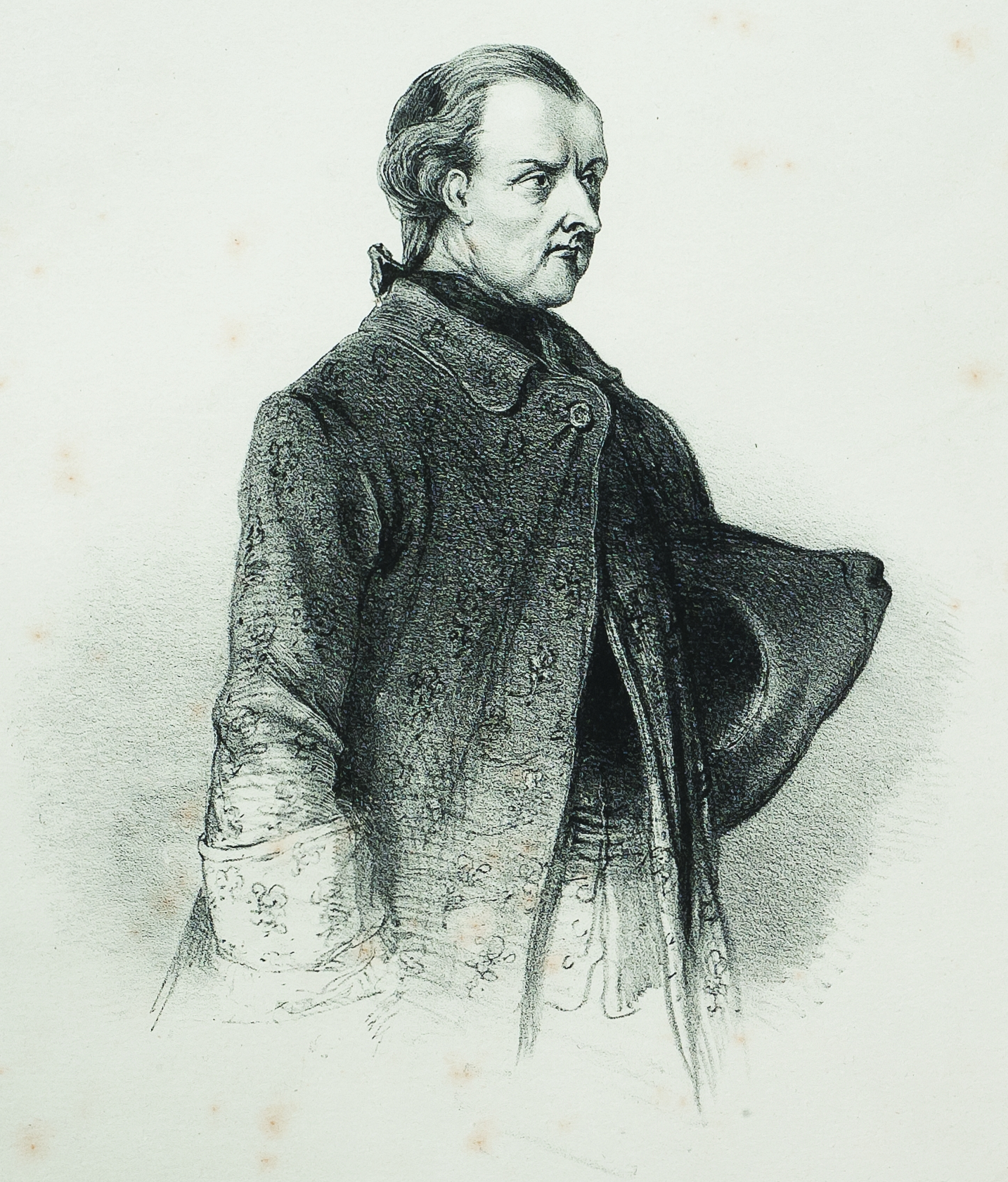
Gaspar Rodríguez de Francia, dibujo de A. Demersay.

El miembro más activo de la Junta era el doctor Francia, cuyos ideales independentistas habían tomado estado público en su discurso en el Congreso General del 24 de julio de 1810.
Considerando a los demás miembros de la Junta como ineptos, dubitativos o contrarios a la independencia, y también demasiado sometidos a las presiones militares, Francia abandonó la Junta el 1 de agosto de 1811. Rápidamente algunos miembros de la Junta, en forma colectiva o individual pidieron su retorno. El 2 de septiembre de 1811, el comandante del cuartel, sargento mayor Antonio Tomás Yegros, hermano del presidente de la Junta, Fulgencio Yegros, pidió al Cabildo la inmediata remoción del vocal Bogarín y la reunión de un congreso para nombrar otro vocal si el doctor Francia no se reincorporaba a la Junta. El Cabildo pidió a la Junta su opinión sobre el tema y por nota oficial solicitó a Francia su reincorporación. La Junta resolvió suspender al vocal Bogarín el 2 de septiembre y tras una serie de negociaciones con los militares, mediados por el Cabildo, el doctor Francia se reincorporó a la Junta. Influyó en este rápido acuerdo la llegada de la importante misión Belgrano-Echevarría.
Fernando de la Mora, miembro de la Junta, fue comisionado al norte del país, con la misión de expulsar a los portugueses que habían ocupado Fuerte Borbón y a los indígenas mbayá, que cometían desmanes en toda esa región.
En diciembre de 1811, nuevamente ciertos miembros del sector militar, con la complicidad o complacencia de miembros de la Junta, vulneraron el poder de esta. Francia se retiró de la junta el 15 de diciembre y propuso que se realizara un nuevo congreso pues con su renuncia eran dos los vocales que faltaban. En nota del 16 de diciembre de 1811, los tres miembros de la Junta restantes, adoptaron una línea más dura y apoyándose en el poder militar, rechazaron sus razones.
El cabildo trató de impedir que la disminuida Junta intentara nombrar por sí misma los reemplazantes sin llamar a un congreso ad-hoc como pedía Francia. Si bien la Junta rechazó esta nota no realizó cambios, dejó en suspenso la renuncia de Francia y la separación Bogarin para no convocar a un nuevo congreso. Para cubrir las funciones nombró como asesor a Gregorio Tadeo de la Cerda, un amigo de De la Mora. De origen cordobés, poseía mucha experiencia administrativa a la que sumaba su oportunismo y falta de principios. Por la poca capacidad de los tres miembros de la Junta ejerció prácticamente el gobierno durante la ausencia de Francia.
Recién en noviembre de 1812, Yegros y Caballero, presionados por todas partes y con una situación internacional en permanente deterioro, le solicitaron a Francia que vuelva a ejercer sus funciones en la Junta. El 16 de noviembre de 1812 se llegó a un acuerdo entre ellos. En él se estableció la creación de un segundo batallón, equivalente al primero, al mando del vocal decano doctor Francia. De esta manera Francia logró equilibrar el poder de los militares y a partir de entonces la conducción de la Junta quedó prácticamente en sus manos.
El vocal Fernando de la Mora fue suspendido el 4 de junio de 1813 y a mediados de septiembre del mismo año, por acuerdo de Yegros, Caballero y Francia, fue expulsado definitivamente de la Junta. Días después, su influyente amigo Gregorio de la Cerda tuvo que abandonar el país acusado de ser informante del Triunvirato porteño.
En mayo de 1813 llegó a Asunción Nicolás Herrera, enviado por el gobierno de las Provincias Unidas del Río de la Plata. Su misión era invitar al Paraguay al envío de diputados a la Asamblea General Constituyente que se había ya reunido en Buenos Aires. Francia decidió no contestar esa invitación, aduciendo que había que esperar la reunión del Congreso, que se reuniría en agosto.
Una medida de importancia fue la solicitud de devolución de las causas judiciales en recurso de apelación ante la ex Real Audiencia de Buenos Aires, declarándose la Junta a sí misma tribunal de apelación. La solicitud fue planteada el 19 de marzo de 1812 y aceptada por el Triunvirato que gobernaba en Buenos Aires el 2 de abril. Desde esa fecha data la independencia judicial del estado paraguayo.
Otras medidas de la Junta fueron la supresión del tributo indígena, la gratuidad de la enseñanza primaria, el establecimiento de relaciones con el jefe federal de la Banda Oriental, José Artigas, y otras de carácter puramente administrativas.

## El Congreso de 1813 y el Consulado
Presionando al gobierno, Francia logró que se aceptara la forma de elección de diputados que había planeado: el Congreso estaría formado por alrededor de mil diputados, elegidos de todos los pueblos y villas del interior del país, quedando en minoría los representantes de Asunción. Los diputados fueron elegidos en asambleas de vecinos, en las que generalmente se les proponían los nombres de candidatos nombrados por Francia. A medida que los diputados iban llegando a Asunción, Francia los reunía por grupos en su propia casa, dándoles instrucciones sobre qué se debía hacer en el Congreso. Igualmente, se pospuso la iniciación del Congreso hasta fines de septiembre.

### Congreso de 1813
El Congreso se reunió el 30 de septiembre. Su primera decisión fue negarse a recibir al enviado del gobierno de las Provincias Unidas y responderle que no se enviaría "ahora" al diputado exigido por el mismo. A continuación aceptó la renuncia presentada por Francia, al que se le pidió que redactara un plan de gobierno.
Se ignora qué deliberaron los diputados durante los días siguientes, pero el 12 de octubre recibieron un Reglamento de Gobierno, propuesto por Francia. Fue aprobado por unanimidad ese mismo día. En su artículo 1.º se establecía que

"Continuarán en el gobierno superior de la provincia solamente los dos ciudadanos, don Fulgencio Yegros, y don José Gaspar de Francia, con la denominación de Cónsules de la República del Paraguay y se les confiere la graduación y honores de brigadieres del ejército, de que se les librará despacho firmado del presidente actual del congreso, secretario y sufragantes de actuación con el sello del gobierno."

El resto de los artículos detalla las atribuciones y obligaciones de los Cónsules. El Consulado, institución copiada del consulado de la antigua Roma y del consulado francés que antecedió al Imperio Napoleónico, era un avance en la concentración de la autoridad ejecutiva. Tras la sanción del Reglamento de Gobierno, el Congreso cerró sus sesiones.
Al cerrar en unos pocos días las sesiones del Congreso, el de 1813 repitió lo actuado dos años antes, y fijó un antecedente que sería imitado en todos los congresos subsiguientes, hasta el año 1865: el Congreso del Paraguay era elegido para una sola sesión — que podía durar desde un día hasta algunas semanas — y al término de la misma se consideraba disuelto. Serían las autoridades ejecutivas las encargadas de convocar al Congreso, excepto en los pocos casos en que su convocatoria ocurría en una fecha determinada por el Congreso anterior. El último de estos Congresos sería reunido en 1865 por Francisco Solano López al iniciar la Guerra de la Triple Alianza.

### Controversias sobre el Reglamento de Gobierno de 1813
El Reglamento de Gobierno fue interpretado de las más diversas formas por los historiadores paraguayos. Algunos autores la han interpretado como una constitución, o "constitución singularísima". Esta postura ha sido rechazada por otros autores, señalando que, por sus características, el Reglamento instauraba solamente un gobierno provisional, y que no se establecían los derechos civiles.
Un punto de vista muy extendido interpreta que este Reglamento implicaba una proclamación de la Independencia del Paraguay, debido a que se abandonaba toda mención al rey español, y a que se proclamaba la República, abandonando la mención al nombre de Provincia. Otros autores señalan que este punto de vista es incorrecto, ya que no hay una sola mención a la independencia en este documento, y que la proclamación de la independencia sería sancionada en 1842.
Existió aún una singular versión sobre la supuesta declaración de la independencia: el presidente Carlos Antonio López —que no había estado presente en el Congreso de 1813— afirmó en el discurso de inauguración del Congreso de 1854: 

"La independencia de nuestro país fue declarada y proclamada en el congreso reunido en octubre de 1813, pero por una negligencia inexplicable, ni se consignó esa declaración en un acto formal, ni se promulgó, ni se juró, ni se comunicó al exterior y quedó por consiguiente, desconocida y como si no existiese esa independencia."
Carlos Antonio López, Mensaje de inauguración del Congreso, 14 de marzo de 1854, en (Vargas Peña, 1945, p. 32)

### Consulado
El consulado sería ejercido por los dos cónsules alternativamente durante cuatro meses; Francia ocupó el primer y tercer turno, ocupándolo Yegros solamente durante el segundo, entre febrero y junio de 1814. Aun así, durante todo el Consulado, Francia relegó a Yegros a un segundo plano; también alejó a los oficiales favorables a Yegros y Caballero de la capital, reuniendo en ella un ejército completamente adicto a su persona.
El 1° de marzo de 1814, los cónsules Francia y Yegros firmaron una resolución para facilitar los objetivos de la "causa sagrada" contra las maquinaciones de los tenaces, feroces e irreconciliables enemigos de la República. La misma prohibía la autorización de matrimonio de "varón europeo" con "mujer americana conocida y reputada por española en el público", aclarando respecto de estas: "desde la primera hasta la última clase del estado, por ínfima que sea y llana [baja]" [artículo 1°] o "mujer americana de la expresada calidad y clase española" [artículo 2°].  El incumplimiento penaba al párroco o cualquier eclesiástico que hubiera autorizado tal matrimonio a la expulsión perpetua de la república y la confiscación de todos sus bienes; por su parte, al "europeo" contrayente se lo penaba a prisión en el fuerte Borbón por 10 años, quedar a disposición del Estado una vez cumplida la prisión, y la confiscación de todos sus bienes.
La resolución se extendía a los matrimonios que se realizaran sorprendiendo a las autoridades, no admitiéndose el valor de los mismos para la vida común, herencia, sucesión ni transmisión de apellidos. Tampoco se admitían las demandas judiciales de esponsales originadas en escrituras públicas o en situaciones de estupro, siendo en este caso responsables los funcionarios públicos con penas iguales al de los miembros de la Iglesia. Tampoco podían ser testigos de casamientos, confirmaciones,  apadrinar bautismos, salvo que el padre del bautizado fuera europeo.
Sin embargo, la resolución permitía a los europeos casarse libremente "con indias de los pueblos, mulatas conocidas y reputadas públicamente por tales, y negras". [Resolución consular, 1° de marzo de 1814, B.N.R.J., Col. R.B.]
El historiador Julio César Chaves definió estas medidas como "muerte civil" de los varones europeos. Fue un obstáculo legal para impedir que estos se relacionaran con sectores de la elite paraguaya. Constituyó además un avance del poder del Estado paraguayo sobre la Iglesia respecto de las autorizaciones para contraer matrimonio. 
Otra medida que adoptó el Consulado fue declararse neutral en el conflicto entre Artigas y el Directorio, que ya había encendido la primera guerra civil rioplatense. El oficial Matiauda, que había apoyado a Yegros en 1811, se pasó a los artiguistas y participó en la política de la provincia de Corrientes.

## Dictadura de José Gaspar Rodríguez de Francia

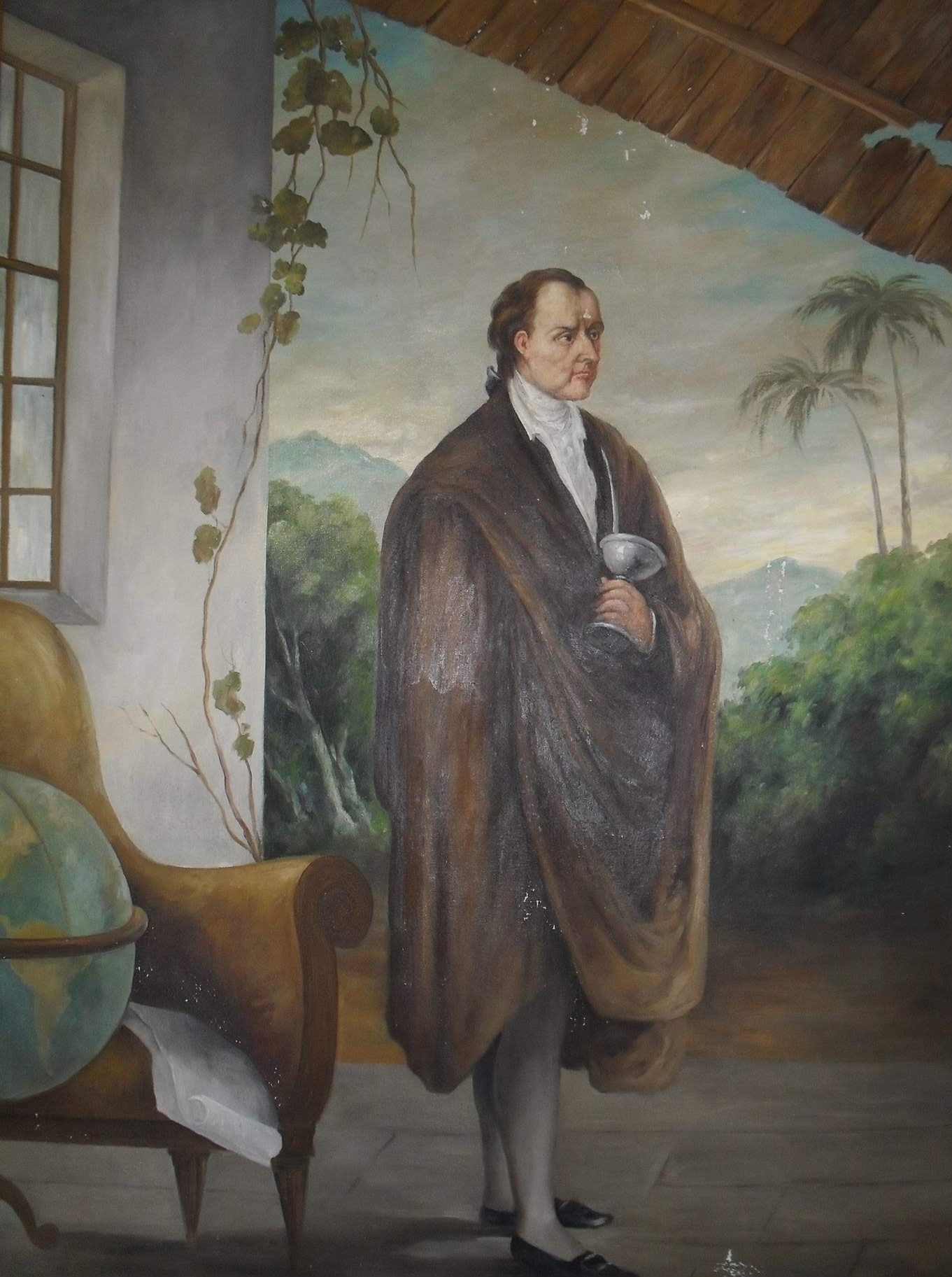
Gaspar Rodríguez de Francia.

El 3 de octubre de 1814 se reunió el tercer Congreso paraguayo, formado por alrededor de mil diputados. A propuesta de Francia, que presidió las sesiones, se unificó el Poder Ejecutivo en una sola persona, dándole el título y carácter excepcional de Dictador Supremo de la República del Paraguay. El cargo duraría cuatro años, tras los cuales se debería reunir otro Congreso nacional y decidir sobre el sistema de gobierno. Para el cargo fue elegido José Gaspar Rodríguez de Francia.
A partir de ese momento, Francia impuso un sistema de férreo control del comercio exterior: aumentó los aranceles de importación y creó el monopolio estatal de la exportación de maderas y otros bienes. Por un tiempo se mantuvo relativamente libre la exportación de tabaco y yerba mate, pero las restricciones a la actividad portuaria fueron en aumento. En particular, se prohibió el pago de importaciones con moneda metálica (pesos plata y onzas de oro), medida que transformó en trueque toda las operaciones de comercio exterior, salvo la compra de armamentos. Incluso muchos comerciantes de armas preferían llevar productos del país por el beneficio adicional que obtenían lo que llevó a Francia a limitar el porcentaje de madera que estos podían llevar.
Se acentuó la persecución de los adversarios del régimen, especialmente a quienes eran considerados partidarios de las Provincias Unidas del Río de la Plata. Secularizó los bienes de la Iglesia católica, pero no cambió demasiado la situación para los campesinos, que pasaron de arrendatarios de la Iglesia a arrendatarios del Estado. Se eliminó el diezmo eclesiástico, y los curas párrocos pasaron a ser empleados públicos.
El 30 de mayo de 1816 se reunió el cuarto Congreso paraguayo; esta vez estaba formado por 250 diputados. En su primera y única sesión, se limitó a extender el título de Francia por aclamación, dándole el de Dictador Perpetuo de la República, "durante su vida, con calidad de ser sin ejemplar". Esta frase significaba que la dictadura vitalicia le era asignada a la persona de Rodríguez de Francia y no era hereditaria; tampoco esta resolución podía ser utilizada como antecedente para otra dictadura vitalicia posterior. Se decidió que el Congreso se reuniría cada vez que lo requiriera el Dictador. El resultado fue que no se volvería a reunir durante el resto de la vida del Dr. Francia.
Apenas asumido el mando perpetuo, Francia clausuró el puerto de Pilar, único que se mantenía en comunicación con las Provincias Unidas. El puerto de Asunción había sido gradualmente cerrado, y el de Itapúa, que permitía un escaso comercio con el Brasil, sería clausurado en 1818. No obstante, el aislamiento del Paraguay nunca fue ni podía ser total.. Los extranjeros que se introdujeran o pidieron asilo en el Paraguay como José Artigas a fines de 1820, o Aimé Bonpland al año siguiente, fueron internados en el interior del país.
Dos conspiraciones de gran evergadura para intentar derribar a Francia fueron descubiertas en 1820 y 1821. Uno total de 69 personas fueron ejecutadas, entre ellos Fulgencio Yegros. Muchos más huyeron a las Provincias Unidas. La depuración de la administración pública fue total: cada soldado, maestro, cura o empleado público era enteramente leal al dictador, y sólo a él respondían.
La educación pública de nivel primaria se hizo obligatoria y gratuita, y efectivamente se extendió a todos los niveles de la sociedad. En cambio, el único colegio secundario fue cerrado. La economía se estatizó casi completamente, y la industria y artesanías locales alcanzaron niveles más altos que nunca, para satisfacer las necesidades crecientes del mercado interno.
Una muy limitada apertura comercial tuvo lugar a partir de 1823, con la reapertura de los puertos de Pilar de Ñeembucú e Itapúa. El primero estaba dedicado al intercambio con las Provincias Unidas, pero el único comprador autorizado era el gobierno de la República, que además fijaba los precios y tardaba muchos días en concretar cada operación; en esas condiciones, y dado el temor de los navegantes a las arbitariedades de Francia, los beneficios de la apertura fueron casi nulos..        El segundo era el indicado para el intercambio con el Brasil, pero la ocupación por las autoridades correntinas de la villa de Santo Tomé, paso obligado para ese intercambio,. limitaron las posibilidades de aumentar el tráfico por ese puerto, que era además mucho más oneroso que por Pilar. Los conflictos con Corrientes se agudizaron en la década de 1830; la respuesta de Francia fue defender la margen derecha del río Paraná, e impedir el establecimiento permanente de correntinos en la margen izquierda aguas arriba de la isla Apipé.
Cuando falleció Francia, en septiembre de 1840, el Paraguay era la única de las antiguas provincias españolas de América continental que no había proclamado formalmente su independencia. No obstante, su independencia de hecho, tanto política como cultural y económica, puede considerarse más completa que cualquiera de las otras ex provincias españolas.

## El Acta de la Independencia

### Muerte y sucesión del Doctor Francia
El mismo día de la muerte de Francia, asumió el mando una Junta de los comandantes de los cuatro cuarteles de la capital, bajo la presidencia del alcalde del cabildo, Manuel Antonio Ortiz. Se asignó a sí misma la misión de convocar un Congreso, pero las semanas pasaban sin que éste fuera anunciado. De modo que el 22 de enero de 1841, un golpe de Estado dirigido por un cabo de ejército terminó con la Junta. En su lugar asumió un Triunvirato, formado por Juan José Medina, José Gabriel Benítez y José Domingo Campos, que convocó al Congreso; estos fueron a su vez derrocados el 19 de febrero por un segundo golpe de Estado. El jefe de este golpe de Estado, subteniente Mariano Roque Alonso, asumió el gobierno con el título de comandante general de Armas. Ejercía como secretario el doctor Carlos Antonio López, sobrino del dictador Francia.
El 12 de marzo se reunió el Congreso. Su primera preocupación fue formar un gobierno, al que dieron el nombre de Consulado. Se regiría por los mismos principios del Consulado de 1813, y lo formarían Alonso y López, y durarían tres años en su mandato. El cónsul Alonso se concentró en la seguridad y defensa del país, mientras todo el resto de la administración pública era llevada adelante por López.
Fuera de esta elección, el Congreso decidió la apertura comercial y diplomática con los países vecinos; lo hizo en forma bastante moderada, ya que se habilitaron solamente los puertos de Pilar e Itapúa. Pese a que los más letrados de los paraguayos esperaban la sanción de una Constitución, el tema no fue siquiera considerado.

### El Acta de la Independencia Paraguaya
Un nuevo Congreso se reunió el 25 de noviembre de 1842, cuyo presidente fue el cónsul Carlos Antonio López. La reunión estuvo signada por la amenaza que constituía la actitud del gobierno de la Confederación Argentina, ejercido por el gobernador Juan Manuel de Rosas, el cual, a punto de aplastar toda resistencia interna, parecía decidido a incorporar a la fuerza al Paraguay a la Confederación.
En respuesta a esta situación, el mismo día de su instalación, el Congreso sancionó el Acta de la Independencia del Paraguay:

Considerando:

Que nuestra emancipación e independencia es un hecho solemne e incontestable en el espacio de más de treinta años.

Que durante este largo tiempo y desde que la República del Paraguay se segregó con sus esfuerzos de la metrópoli española para siempre; también del mismo modo se separó de hecho de todo poder extranjero, queriendo desde entonces con voto uniforme pertenecer a sí misma; y formar como ha formado una nación libre e independiente bajo el sistema republicano sin que aparezca dato alguno que contradiga esta explícita declaración.

Que este derecho propio de todo estado libre sea reconocido a otras provincias de Sud América por la República Argentina, y no parece justo pensar que aquel se le desconozca a la República del Paraguay, que además de los justos títulos en que lo funda, la naturaleza lo ha prodigado sus dones para que sea una nación fuerte, populosa, fecunda en recursos, y en todos los ramos de industria y comercio.

Que tantos sufrimientos y privaciones anteriores consagrados con resignación a la independencia de nuestra República por salvarnos a la vez del abismo de la guerra civil, son también fuertes comprobantes de la indudable voluntad general de los pueblos de la República por su absoluta emancipación é independencia de todo dominio y poder extraño.

Que consecuente a estos principios y al voto general de la República para que nada falte a la base fundamental de nuestra existencia política confiados en la divina providencia declaramos solemnemente:

Primero: La República del Paraguay en el Río de la Plata es para siempre de hecho y de derecho una nación libre e independiente de todo poder extraño.

Segundo: Nunca jamás será el patrimonio de una persona, o de una familia."

- Wikisource contiene obras originales de o sobre Independencia del Paraguay.

Este Congreso oficializó también la Bandera y el Escudo del Paraguay. También sancionó la libertad de vientres.
Por orden del Consulado, el 25 de diciembre de ese mismo año, la Independencia del Paraguay fue solemnemente jurada por las autoridades y toda la población del país, acto que se celebró simultáneamente en la capital y en cada villa y pueblo del Paraguay.
El 13 de marzo de 1844 se reunió un nuevo Congreso de trescientos diputados. Bajo la dirección de López se dictó una "Ley que establece la Administración Política de la República del Paraguay", que es considerada a veces la segunda constitución del país: se establecía una división de poderes, aunque muy favorable al poder casi ilimitado del Poder Ejecutivo. Éste sería ejercido por un Presidente de la República, que gobernaría durante diez años. La Constitución excluía toda mención a garantía alguna de los derechos civiles. Para el cargo de presidente fue elegido Carlos Antonio López.
Al año siguiente, el presidente López sancionó otra medida importante de soberanía: creó la moneda nacional. Hasta ese momento se utilizaba la antigua moneda española, o las que circulaban en los países vecinos, especialmente los pesos de plata bolivianos. En 1847 se imprimieron los primeros billetes paraguayos de papel moneda.

### Reconocimiento de la Independencia
La proclamación de la Independencia se envió a la Confederación Argentina, al Imperio del Brasil y a la República de Bolivia. El primero en responder fue el argentino: El 26 de abril de 1843, el Encargado de las Relaciones Exteriores de la Confederación Argentina y Gobernador de la Provincia de Buenos Aires, Juan Manuel de Rosas, contestó al enviado paraguayo Andrés Gill que no podía reconocer ni desconocer esa independencia. Dio como razón que su país estaba "en guerra con todo el mundo". Sin embargo, agregó a su posición varias expresiones favorables al mantenimiento de la paz con el pueblo paraguayo.
El primer país que reconoció formalmente la independencia paraguaya fue la República de Bolivia, por una declaración fechada en Sucre, el 17 de junio de 1843.
El Imperio del Brasil reconoció la independencia paraguaya por medio de un comunicado imperial, entregado en Asunción el 14 de septiembre de 1844. Más de un año antes se habían establecido relaciones diplomáticas permanentes entre ambos países. La intención de la diplomacia imperial era adelantar una alianza con el vecino país. No obstante, poco después el Paraguay se vio invloucrado en una guerra contra la Confederación, pero en alianza con el gobierno de la provincia de Corrientes, no con el Brasil. Cuando esta fracasó, López volvió a insistir en una política neutral respecto de la Argentina.
El reconocimiento por parte del gobierno argentino debió esperar a la caída del régimen de Juan Manuel de Rosas. A poco de derrocarlo, el general Justo José de Urquiza envió un agente plenipontenciario a Asunción, con la orden de reconocer la independencia paraguaya. La misma fue formalmente anunciada por medio de un "Tratado de límites, amistad, comercio y navegación entre Paraguay y la Confederación Argentina" firmado en Asunción el 15 de julio de 1852.
Faltaba aún el reconocimiento de la Independencia del Paraguay por su antigua metrópoli. Debido a diversas complicaciones, y retrasado por la destrucción de la administración pública y el cuerpo diplomático paraguayo después de la Guerra de la Triple Alianza, España no reconoció la independencia paraguaya hasta el 10 de septiembre de 1880.

## Próceres de la independencia de Paraguay
A continuación se citan los más importantes:

### Militares:
- Teniente Coronel Fulgencio Yegros (posteriormente en 1813 fue ascendido a Brigadier General)
- Capitán Pedro Juan Caballero
- Capitán Vicente Ignacio Iturbe
- Capitán Mauricio José Troche
- Capitán Antonio Tomás Yegros
- Teniente Coronel Manuel Atanasio Cabañas (luego ascendido a coronel)
- Teniente Coronel Juan Manuel Gamarra
- Capitán Juan Bautista Rivarola
- Teniente Juan Manuel Iturbe
- Capitán Juan José Montiel
- Capitán Blas José Rojas[95]
- Teniente Mariano Recalde[96]
- Capitán Vicente Antonio Matiauda[97]
- Capitán Juan Valeriano Zeballos

### Civiles:
- Doctor José Gaspar Rodríguez de Francia
- Doctor Fernando de la Mora
- Doctor Mariano Antonio Molas
- Juana María de Lara
- Secretario Pedro Alcántara de Somellera
- Doctor Juan Manuel Grance

### Eclesiásticos:
- Presbítero Francisco Javier Bogarín
- Presbítero José Agustín Molas
- Fray Fernando Caballero
- Fray Manuel Cuma

### Próceres menores:
Aquellos que tuvieron menos participación directa o que simplemente se unieron a la revolución a última hora el 14 y 15 de mayo de 1811, son considerados como "próceres menores" de la independencia del Paraguay. A continuación se citan algunos:
- Sebastián Antonio Martínez Sáenz
- Pedro Pablo Martínez Sáenz
- Doctor Ventura Díaz de Bedoya
- Carlos Argüello
- Facunda Speratti
- Alférez Pedro Alcántara Estigarribia
- Sinforiano Pereira